# Siewierz
Siewierz (en français : Sievers, en allemand : Sewerien) est une petite ville de 5 500 habitants située en Pologne (voïvodie de Silésie), sur les hauteurs de la vallée de la Czarna Przemsza.

## Histoire
La première mention historique de la ville date de 1125. À cette époque, Sievers fait partie des terres dépendantes de Cracovie et est administrée par le castellan (gouverneur de province) de Bytom. En 1177, Casimir II le Juste offre Bytom, Oświęcim et Sievers à Mieszko IV Jambes Mêlées, le duc de Racibórz. Au début du XIIIe siècle, la ville devient le siège d’un castellan. En 1241, la ville est incendiée par les Tatars et le fort est détruit. En 1276, Sievers obtient les privilèges urbains. En 1281, à la mort de Ladislas d’Opole, son territoire est divisé et Sievers se retrouve dans le duché de Bytom. Le 26 février 1289, une confrontation sanglante a lieu aux portes de la ville (Bataille de Siewierz). Elle oppose les armées alliées au duc de Silésie Henri IV le Juste à la coalition mise sur pied par Ladislas Ier le Bref, à l’époque duc de Cujavie et de Mazovie. Henri IV le Juste est vaincu et demande la protection de Venceslas II de Bohême. Il est le premier duc silésien à devenir vassal de la Bohême.
En 1337, le duché de Bytom vend Sievers au duc Casimir Ier de Cieszyn qui fait construire un nouveau fort en bois. Le 30 décembre 1443, Zbigniew Oleśnicki, l’évêque de Cracovie, rachète le duché de Sievers au duc Wacław Ier de Cieszyn qui est endetté. La ville devient la résidence d’été des évêques de Cracovie. À partir de 1453, les évêques de Cracovie useront du titre de Seigneur légataire de Sievers et à partir de 1484, celui de Seigneur, Prince et Duc de Sievers (jusqu’en 1770) sous l'impulsion de l'archevêque Jan Rzeszowski. Ils font construire un château fort. Après la guerre avec la Suède (1655-1670), les évêques transforment le château en une résidence de style renaissance.
En 1790, la Grande Diète met fin à l’autonomie du duché et l’incorpore au royaume de Pologne. En 1795, après le troisième partage de la Pologne, la ville se retrouve dans la province prussienne de Nouvelle-Silésie (en allemand Neuschlesien). En 1800, les évêques de Cracovie abandonnent leur résidence de Sievers. En 1807, Napoléon affecte un revenu de plus de 2,6 millions de francs, tiré des biens de la principauté de Sievers, au maréchal Jean Lannes, duc de Montebello, qui devient ainsi donataire pour ce domaine (Décret du 30 juin 1807, avec application au 25 juillet 1807). Le titre de « prince de Sievers » sera utilisé à partir du 5e duc de Montebello (Charles Louis Maurice Lannes, 1836-1922), sans que des lettres patentes aient confirmé ce titre. En 1815, Sievers rejoint le royaume du Congrès contrôlé par les Russes. La ville décline fortement, trop isolée au niveau des communications et manquant d’industries. En 1870, elle perd son statut de ville. En 1918, Sievers fait partie de la Pologne ressuscitée. En 1962, Sievers retrouve son statut de ville.

## Tourisme
À voir :
- églises baroques (XVIe-XVIIIe)
- les ruines du château des évêques de Cracovie
- à côté de la ville, une église de style roman (début du XIIe siècle)